# Ermita de la Virgen de Gracia

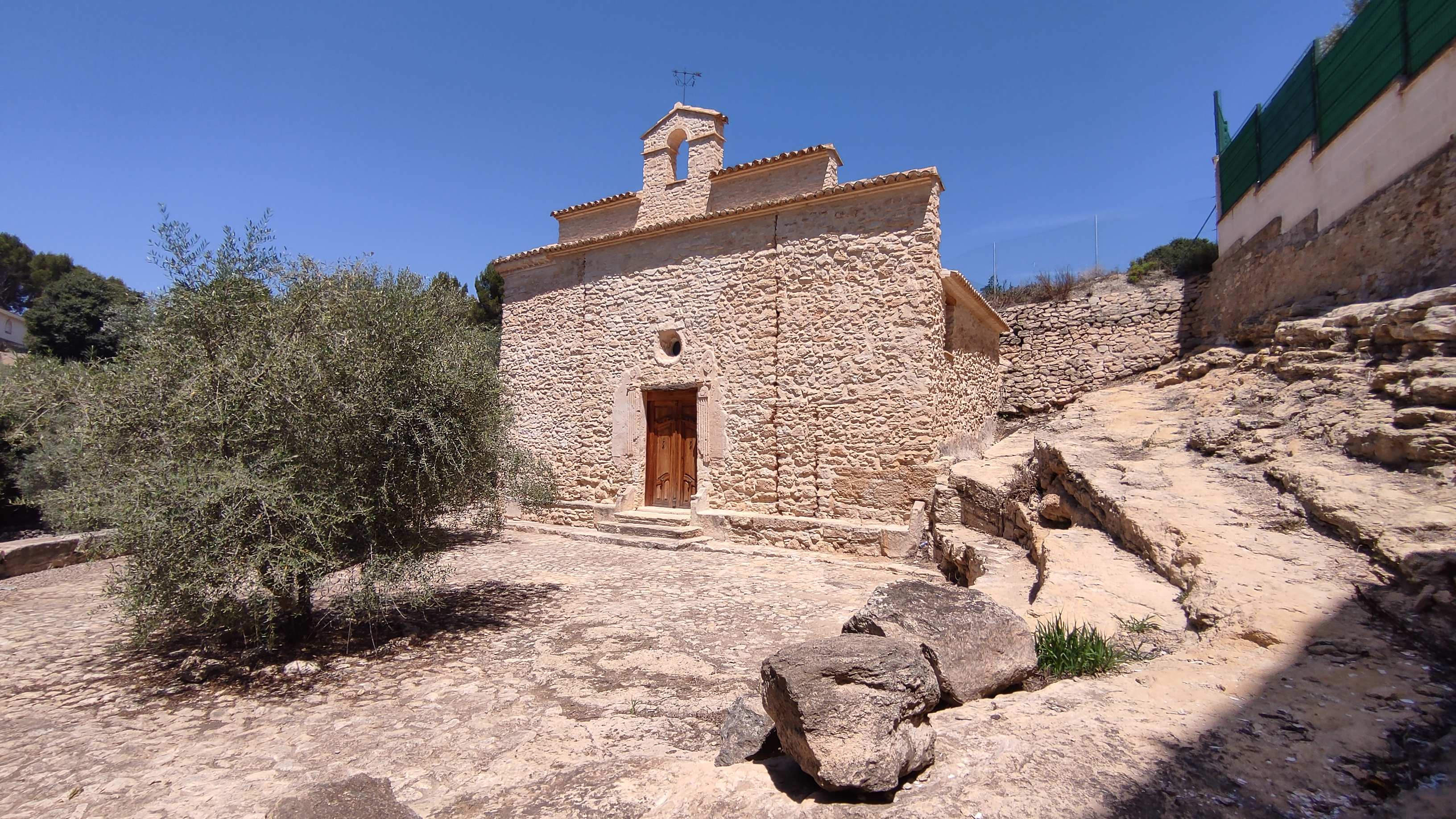

La ermita de la Virgen de Gracia (también conocida como Ermita Redona) es un edificio religioso que se encuentra en el municipio de Benigánim (Provincia de Valencia, España).Esta ermita tiene su origen a principios del siglo XVI, Su ubicación está próxima a la Ermita de San Antonio Abad .
La ermita se encuentra ubicada en un barranco,al cual se accede a través de una senda que desciende el barranco donde se encuentran la misma.
Esta se encontraba en ruinas, no obstante en el año 2012 se llevaron a cabo las obras de rehabilitación de la Ermita.

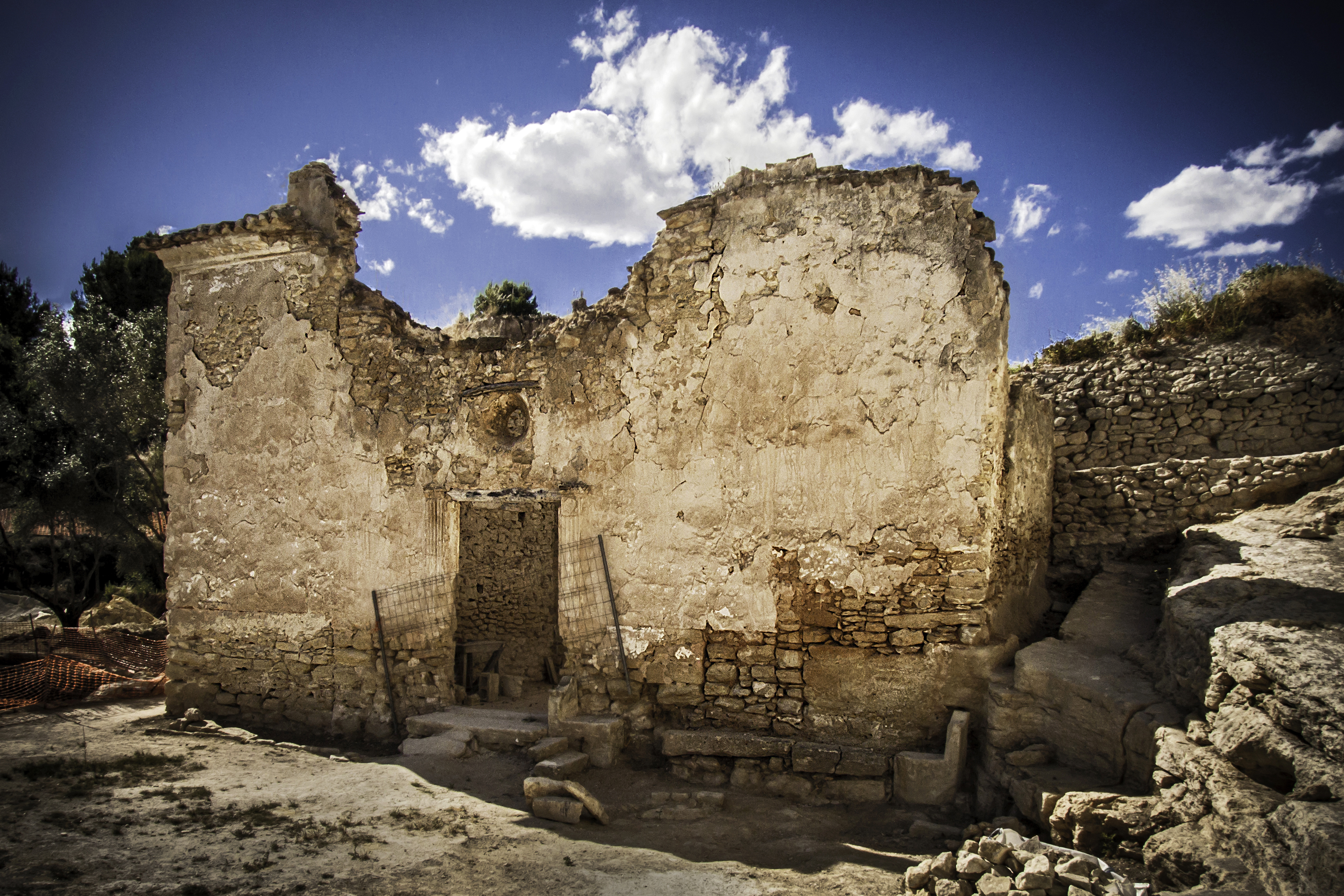
Antes de la restauración del 2012.
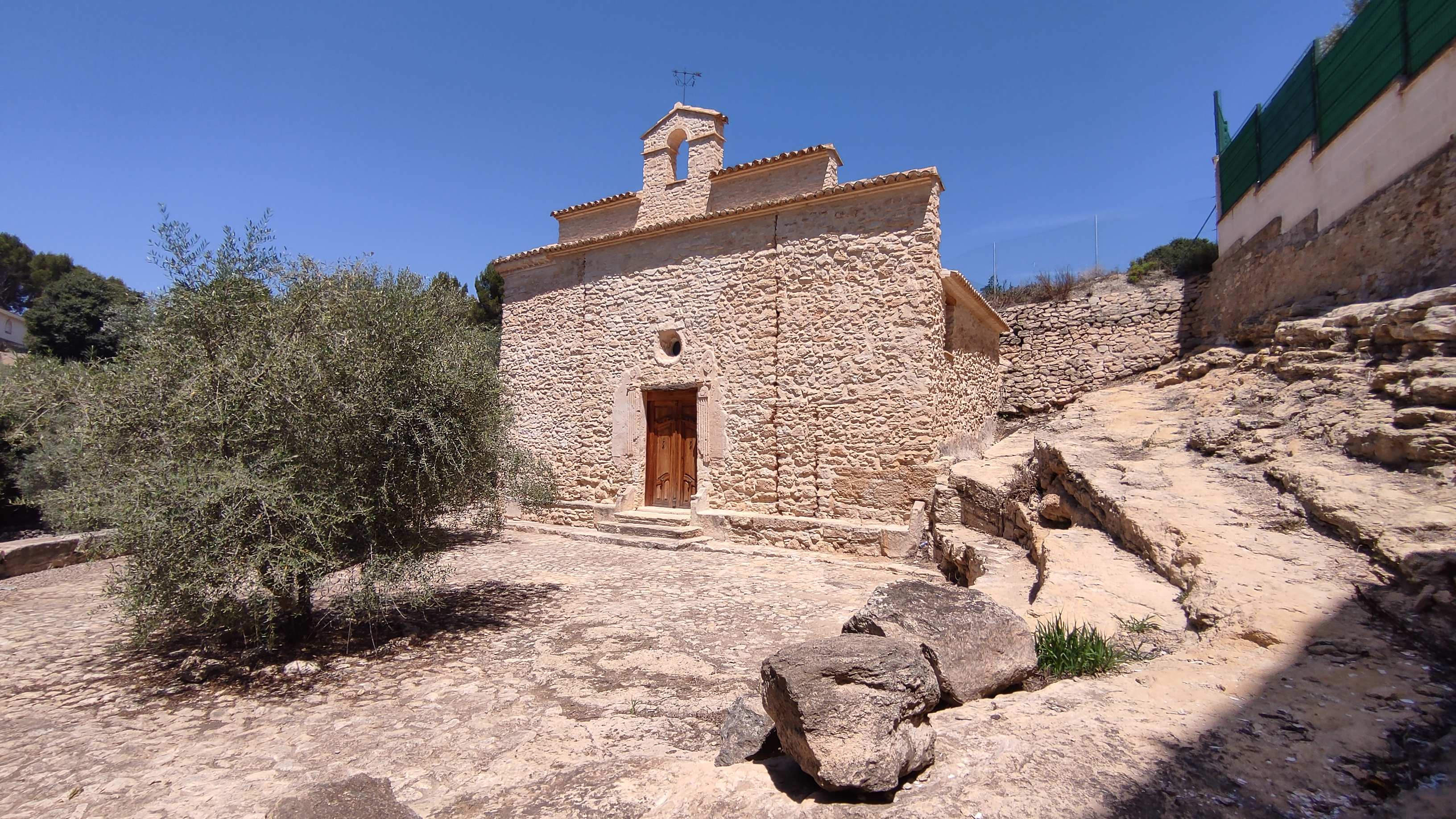
Vista de la ermita en la actualidad